# Craigie Horsfield
Craigie Horsfield (né en 1949 à Cambridge) est un photographe et artiste anglais.
Horsfield a été nommé en 1996 pour le prix Turner.
Il a eu en 2006 une exposition personnelle dans la Galerie nationale du Jeu de Paume.

## Référence
- (en) Cet article est partiellement ou en totalité issu de l’article de Wikipédia en anglais intitulé « Craigie Horsfield » (voir la liste des auteurs).